# Benedict Wells
Benedict Wells (Monaco di Baviera, 29 febbraio 1984) è uno scrittore tedesco con cittadinanza svizzera.

## Biografia
Nato Benedict von Schirach nel 1984 a Monaco di Baviera, da giovane ha cambiato cognome in Wells (omaggiando l'orfano Homer Wells protagonista de Le regole della casa del sidro di John Irving), per distanziarsi dalla figura del nonno Baldur von Schirach, un criminale nazista.
Dopo aver studiato in tre diversi collegi dai 6 ai 19 anni, si è trasferitosi a Berlino nel 2003, preferendo all'Università lavori saltuari di giorno e la stesura del primo romanzo di notte.
Ha esordito con Becks letzter Sommer, pubblicato nel 2008 dopo numerosi rifiuti e trasposto in pellicola nel 2015, e in seguito ha dato alle stampe altri 4 romanzi.
Nel 2016 è stato inisgnito del Premio letterario dell'Unione europea per La fine della solitudine, sua quarta fatica letteraria ispirata alla sua giovinezza nomade da un collegio a un altro.

## Opere principali

### Romanzi
- L'ultima estate (Becks letzter Sommer, 2008), Milano, Salani, 2019 traduzione di Margherita Belardetti ISBN 978-88-310-0019-2.
- Spinner (2009)
- Fast genial (2011)
- La fine della solitudine (Vom Ende der Einsamkeit, 2016), Milano, Salani, 2017 traduzione di Margherita Belardetti ISBN 978-88-93810-14-2.
- Die Wahrheit über das Lügen: Zehn Geschichten (2018)
- Hard Land (2021)

## Filmografia
- Becks letzter Sommer, regia di Frieder Wittich (2015) (soggetto)

## Premi e riconoscimenti
- Bayerischer Kunstförderpreis: 2009 per Becks letzter Sommer
- Premio letterario dell'Unione europea: 2016 per La fine della solitudine
- Euregio-Schüler-Literaturpreis: 2018 per Vom Ende der Einsamkeit